# Calibrachoa serrulata
Calibrachoa serrulata là loài thực vật có hoa trong họ Cà. Loài này được (L.B.Sm. & Downs) Stehmann & Semir mô tả khoa học đầu tiên năm 1997 publ. 1998.